# Stimmen

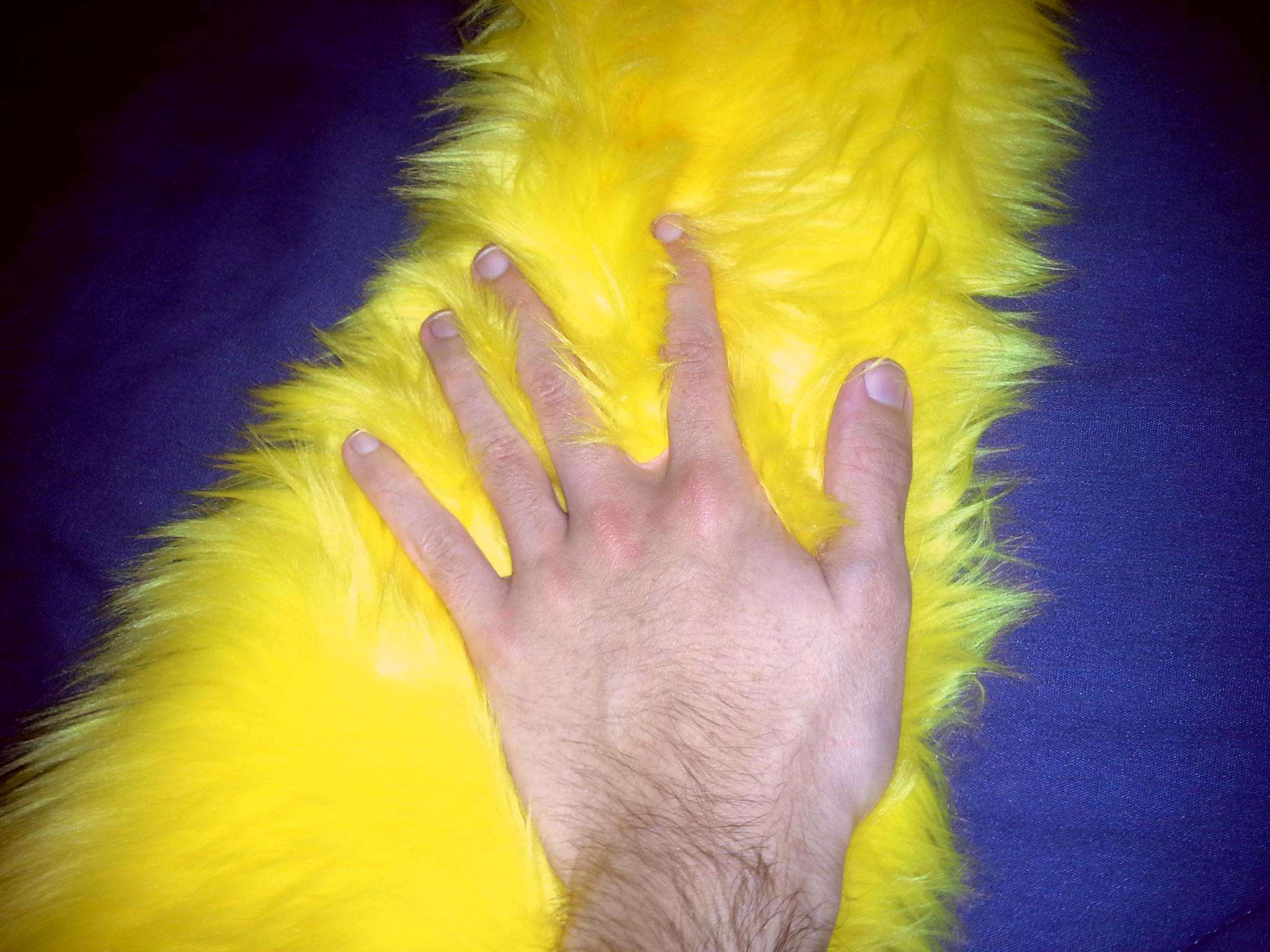
Een zachte stof aanraken kan een 'stim' zijn

Stimmen (Engels: stimming (van het werkwoord 'to stim', stimuleren) ofwel self-stimulatory behavior) is een vorm van zelfstimulerend gedrag om overprikkeling te verminderen en daardoor tot rust te komen.

## Kenmerken
Veelvoorkomende stims (zelfstimuleringen) zijn nagelbijten, wrijven, krabben, herhalende bewegingen maken, fladderen met de handen, kauwen op kleding, tikken, wiebelen met de voeten, een voorwerp continu heen en weer bewegen, herhaald met het hoofd tegen een muur bonzen, echolalie (woorden herhalen), spelen met een klein voorwerp (zoals een fidget spinner) en zachte stoffen aanraken.

## Oorzaak
Stimmen is een reactie op overprikkeling, waarbij het stimmen als doel heeft de overprikkeling door een tegenprikkeling tot rust te brengen. De overprikkeling wordt veroorzaakt door het niet goed kunnen hanteren van zintuiglijke prikkels en emoties, zoals angst, woede, enthousiasme en blijdschap. De overprikkeling en het stimmen als reactie komt onder meer voor bij autisme en ADHD. In de DSM-5 is stimmen opgenomen bij autisme.

## Omgeving
Voor de omgeving kan dit gedrag ontregelend werken doordat het voortdurend aandacht trekt, daardoor kan het bij omstanders onrust veroorzaken.

## Vermindering
Door verschillende stimulaties aan te bieden, kan het toedienen van andersoortige prikkels verbetering opleveren, zoals bezigheden die een hoge mate van concentratie vragen, en grote inzet en veel energie vergen, zoals sport, bezig zijn met werk in de natuur, maar ook stevige wandelingen of het aangaan van uitdagingen in het buitenleven. Ook kan het leren bespelen van een muziekinstrument en musiceren helpen door het beter beheersen van de spierbewegingen. Bij al deze bezigheden wordt de aandacht verplaatst, waardoor deze uiteindelijk de plaats kunnen innemen van de stims. Ook gebruik van friemelspeeltjes, zoals een fidget spinner, fidget kubus, stressbal en dergelijke, kan een bijdrage leveren aan rustiger gedrag.